# Филипос Јаковидис
Филипос Јаковидис (грч. Φίλιππος Ιακωβίδης; 14. април 1998) кипарски је пливач чија ужа специјалност су трке леђним стилом. Национални је рекордер у трци на 100 метара леђним стилом у великим базенима. 
Студира на Факултету за спорт и физичку културу Универзитета у Бату, у Енглеској. 

## Спортска каријера
Јаковидис је дебитовао на великим такмичењима током 2018. године, прво на Медитеранским играма у Тарагони, а потом и на Светском првенству у малим базенима у Хангџоуу. 
На светским првенствима у великим базенима је дебитовао у корејском Квангџуу 2019, где је наступио у квалификационим тркама на 50 леђно (54. место) и 100 леђно (49. место). 